# Leksvik
Leksvik est une ancienne commune norvégienne située dans le comté de Trøndelag. Elle comptait 3 484 habitants en 2008, répartis entre le centre administratif proprement dit et le hameau principal de Vanvikan. Le 1er janvier 2020, elle fusionne avec Rissa pour former la commune d'Indre Fosen.

## Géographie
Leksvik est situé sur la péninsule de Fosen, sur la rive nord du Trondheimsfjord. On y accède par voie de mer, par ferry ou par bac-voitures.
Leksvik et Vanvikan sont connus pour leurs industries de pointe qui ont connu récemment un important développement. L'agriculture est également répandue mais la majeure partie de la municipalité est couverte de forêts et de montagnes où la faune est reine. On y trouve des élans, des rennes et divers autres animaux. Les élans sont parfois vus au cœur de Leksvik et de Vanvikan, malgré la forte croissance des zones résidentielles et commerciales.